# Campeonato de Fórmula 3 de la FIA
El Campeonato de Fórmula 3 de la FIA es un campeonato de automovilismo disputado por monoplazas, organizado bajo el reglamento de Fórmula 3 de la Federación Internacional del Automóvil (FIA). Fue creado a partir de la fusión de la GP3 Series y el Campeonato Europeo de Fórmula 3 de la FIA. Tuvo su primera temporada en 2019, y esta colocado por debajo del Campeonato de Fórmula 2 de la FIA y de Fórmula 1. Las carreras son disputadas con monoplazas Dallara, en apoyo de los Grandes Premios de F1. Es uno de los campeonatos que más puntos otorga para la Superlicencia de la FIA: incluyendo 30, 25 y 20 a los tres primeros clasificados, respectivamente.

## Reglamento
El Campeonato de Fórmula 3 de la FIA es una competición monomarca, disputada por 30 pilotos que cuentan con el mismo chasis el Dallara F3 2019, este cuenta con un motor Mecachrome V6, y neumáticos suministrados por Pirelli; no se permiten actualizaciones o mejoras para el desarrollo del monoplaza.
Para participar en la categoría, los pilotos deben contar con al menos una licencia FIA internacional de grado A o B.

### Monoplaza

#### DRS
Al igual que en la Fórmula 1, los pilotos cuentan en su monoplaza con el DRS, pudiéndose activar solamente en las zonas marcadas de activación de DRS, estas zonas son las mismas que en la Fórmula 1.
En la sesiones de práctica y clasificación, el piloto puede activar el DRS cuando quiera, siempre y cuando sea en las zonas de activación, pero durante la carrera, este estará disponible para activarse solamente cuando el piloto este a menos de un segundo del siguiente piloto en la zona de detección, que está situado detrás de la zona de activación.
El DRS estará disponible para su uso a partir de las dos vueltas diputadas, el director de carrera puede decidir no habilitarlo, en caso de que hubiese malas condiciones climatológicas, o que haya una bandera amarilla cerca de las zonas.

### Formato de ronda
En todas las rondas, hay una sesión de entrenamientos, y otra sesión de clasificación que se disputan el día viernes de la ronda, y los días sábado y domingo se disputan la carrera 1 y 2, respectivamente, en las cuales el tiempo de carrera no debe superar los 40 minutos.
El día viernes, los pilotos tienen 45 minutos de entrenamientos libres, y luego 30 minutos de clasificación. La sesión de clasificación determina el orden de la parrilla de salida para la carrera 2. Los doce primeros clasificados de la sesión de clasificación se invierten en la grilla de la carrera 1; por lo tanto, aquel piloto que termine en duodécima posición en la sesión de clasificación obtendrá la pole position de la carrera 1, mientras que los demás clasificados obtienen el mismo lugar de la grilla de partida, que de la sesión de clasificación.

### Neumáticos
Para la primera temporada de la categoría, Pirelli es el suministrador de neumáticos, al igual que en todas las temporadas de GP3 Series. Tiene tres especificaciones diferentes para el neumático de seco, los compuestos blando, medio y duro, los cuales se distinguen por tres colores, mostrados por una banda en los costados interiores y exteriores de los neumáticos, siendo estos rojos, amarillo y blanco respectivamente para los compuestos. Además, cuenta con neumáticos de lluvia con canales, que se muestran con la banda azul.
Para cada ronda, Pirelli eligió uno de entre los tres compuestos de neumáticos de seco, y brinda de estos cuatro juegos, mientras que para los neumáticos de lluvia son solamente dos juegos.
| Nombre del compuesto | Color | Color | Banda de rodadura | Condiciones de circulación | Adherencia           | Durabilidad        |
| -------------------- | ----- | ----- | ----------------- | -------------------------- | -------------------- | ------------------ |
| Blando               | S     |       | Liso              | Seco                       | 3 - Más adherencia   | 1 - Menos duradero |
| Medio                | M     |       | Liso              | Seco                       | 2                    | 2                  |
| Duro                 | H     |       | Liso              | Seco                       | 1 - Menos adherencia | 3 - Más duradero   |
| Lluvia               | W     |       | Canales           | Mojado                     |                      |                    |

### Sistema de puntuación
El piloto que logre la pole position es recompensado con 2 puntos, el sistema de puntuación en la carrera 2 es idéntico al de la Fórmula 1. Mientras que en la carrera 1 el ganador se lleva solamente 10 puntos. El piloto que logre la vuelta rápida de entre los 10 primeros clasificados, es recompensado con 1 puntos, en ambas carreras, siendo anulado los casos de los pilotos que inicien en el pit lane.
En caso de que la carrera sea suspendida antes de las dos vueltas disputadas y no sea reanudada, no se otorgarán puntos. Si el líder completó dos o más vueltas sin llegar a completar el 75% de distancia de la carrera, se otorgarán la mitad de los puntos.
Puntos de carrera 1 - Sprint Race
| Posición | 1º | 2º | 3º | 4º | 5º | 6º | 7º | 8º | 9º | 10º | VR |
| Puntos   | 10 | 9  | 8  | 7  | 6  | 5  | 4  | 3  | 2  | 1   | 1  |

Puntos de carrera 2 - Feature Race
| Posición | 1º | 2º | 3º | 4º | 5º | 6º | 7º | 8º | 9º | 10º | VR | Pole |
| Puntos   | 25 | 18 | 15 | 12 | 10 | 8  | 6  | 4  | 2  | 1   | 1  | 2    |

## Campeones

### Pilotos
| Año  | Piloto             | Escudería      | Puntos | Margen | Segundo          | Tercero         | Ref.   |
| ---- | ------------------ | -------------- | ------ | ------ | ---------------- | --------------- | ------ |
| 2019 | Robert Shwartzman  | PREMA Racing   | 212    | 54     | Marcus Armstrong | Jehan Daruvala  | [ 8 ]  |
| 2020 | Oscar Piastri      | Prema Racing   | 164    | 3      | Théo Pourchaire  | Logan Sargeant  | [ 9 ]  |
| 2021 | Dennis Hauger      | Prema Racing   | 205    | 26     | Jack Doohan      | Clément Novalak | [ 10 ] |
| 2022 | Victor Martins     | ART Grand Prix | 139    | 5      | Zane Maloney     | Oliver Bearman  | [ 11 ] |
| 2023 | Gabriel Bortoleto  | Trident        | 164    | 45     | Zak O'Sullivan   | Paul Aron       | [ 12 ] |
| 2024 | Leonardo Fornaroli | Trident        | 150    | 2      | Gabriele Minì    | Luke Browning   | [ 13 ] |
| 2025 | Rafael Câmara      | Trident        |        |        | Bandera de ?     | Bandera de ?    | [ 14 ] |

### Escuderías
| Año  | Escudería    | Puntos | Margen | Segunda           | Tercera        | Ref.   |
| ---- | ------------ | ------ | ------ | ----------------- | -------------- | ------ |
| 2019 | PREMA Racing | 527    | 304    | Hitech Grand Prix | ART Grand Prix | [ 15 ] |
| 2020 | Prema Racing | 470.5  | 209    | Trident           | ART Grand Prix | [ 16 ] |
| 2021 | Trident      | 381    | 6      | Prema Racing      | ART Grand Prix | [ 17 ] |
| 2022 | Prema Racing | 355    | 54     | Trident           | ART Grand Prix | [ 18 ] |
| 2023 | Prema Racing | 327    | 19     | Trident           | MP Motorsport  | [ 19 ] |
| 2024 | Prema Racing | 369    | 91     | Trident           | ART Grand Prix | [ 20 ] |
| 2025 | Bandera de ? |        |        | Bandera de ?      | Bandera de ?   |        |

## Graduados al Campeonato de Fórmula 2 de la FIA
| Piloto              | F3         | F3       | F3        | F3     | F2         | F2                    | F2           | F2           | F2           |
| Piloto              | Temporadas | Carreras | Victorias | Podios | Temporadas | Primer equipo         | Carreras     | Victorias    | Podios       |
| ------------------- | ---------- | -------- | --------- | ------ | ---------- | --------------------- | ------------ | ------------ | ------------ |
| Marcus Armstrong    | 2019       | 16       | 3         | 7      | 2020-2022  | ART Grand Prix        | 75           | 4            | 8            |
| Jehan Daruvala      | 2019       | 16       | 2         | 7      | 2020-2023  | Carlin                | 98           | 4            | 18           |
| Felipe Drugovich    | 2019       | 16       | 0         | 0      | 2020-2022  | MP Motorsport         | 73           | 8            | 19           |
| Christian Lundgaard | 2019       | 16       | 1         | 2      | 2019-2021  | Trident               | 49           | 2            | 9            |
| Pedro Piquet        | 2019       | 16       | 1         | 3      | 2020       | Charouz Racing System | 24           | 0            | 0            |
| Robert Shwartzman   | 2019       | 16       | 3         | 9      | 2020-      | PREMA Racing          | Disputándose | Disputándose | Disputándose |
| Yuki Tsunoda        | 2019       | 16       | 1         | 3      | 2020       | Carlin                | 24           | 3            | 7            |
| Jüri Vips           | 2019       | 16       | 3         | 4      | 2020-      | DAMS                  | Disputándose | Disputándose | Disputándose |
| Jake Hughes         | 2019-2021  | 37       | 3         | 8      | 2020-      | BWT HWA RACELAB       | Disputándose | Disputándose | Disputándose |
| Théo Pourchaire     | 2020       | 18       | 2         | 8      | 2020-      | BWT HWA RACELAB       | Disputándose | Disputándose | Disputándose |
| Oscar Piastri       | 2020       | 18       | 2         | 6      | 2021       | PREMA Racing          | Disputándose | Disputándose | Disputándose |
| Lirim Zendeli       | 2019-2020  | 32       | 0         | 0      | 2021       | MP Motorsport         | Disputándose | Disputándose | Disputándose |
| Liam Lawson         | 2019-2020  | 34       | 3         | 6      | 2021       | Hitech Grand Prix     | Disputándose | Disputándose | Disputándose |
| Alessio Deledda     | 2019-2020  | 34       | 0         | 0      | 2021       | HWA RACELAB           | Disputándose | Disputándose | Disputándose |
| Matteo Nannini      | 2020-2021  | 18       | 0         | 1      | 2021       | HWA RACELAB           | Disputándose | Disputándose | Disputándose |
| David Beckmann      | 2019-2020  | 34       | 2         | 6      | 2021       | Charouz Racing System | Disputándose | Disputándose | Disputándose |
| Enzo Fittipaldi     | 2020-2021  | 30       | 0         | 1      | 2021       | Charouz Racing System | Disputándose | Disputándose | Disputándose |

- En negrita los pilotos que disputan la temporada 2021 del Campeonato de Fórmula 2 de la FIA.
- En fondo dorado, los pilotos campeones de Fórmula 3.